# Calpurnia sericea
Calpurnia sericea là một loài thực vật có hoa trong họ Đậu. Loài này được Harv. miêu tả khoa học đầu tiên.

## Hình ảnh

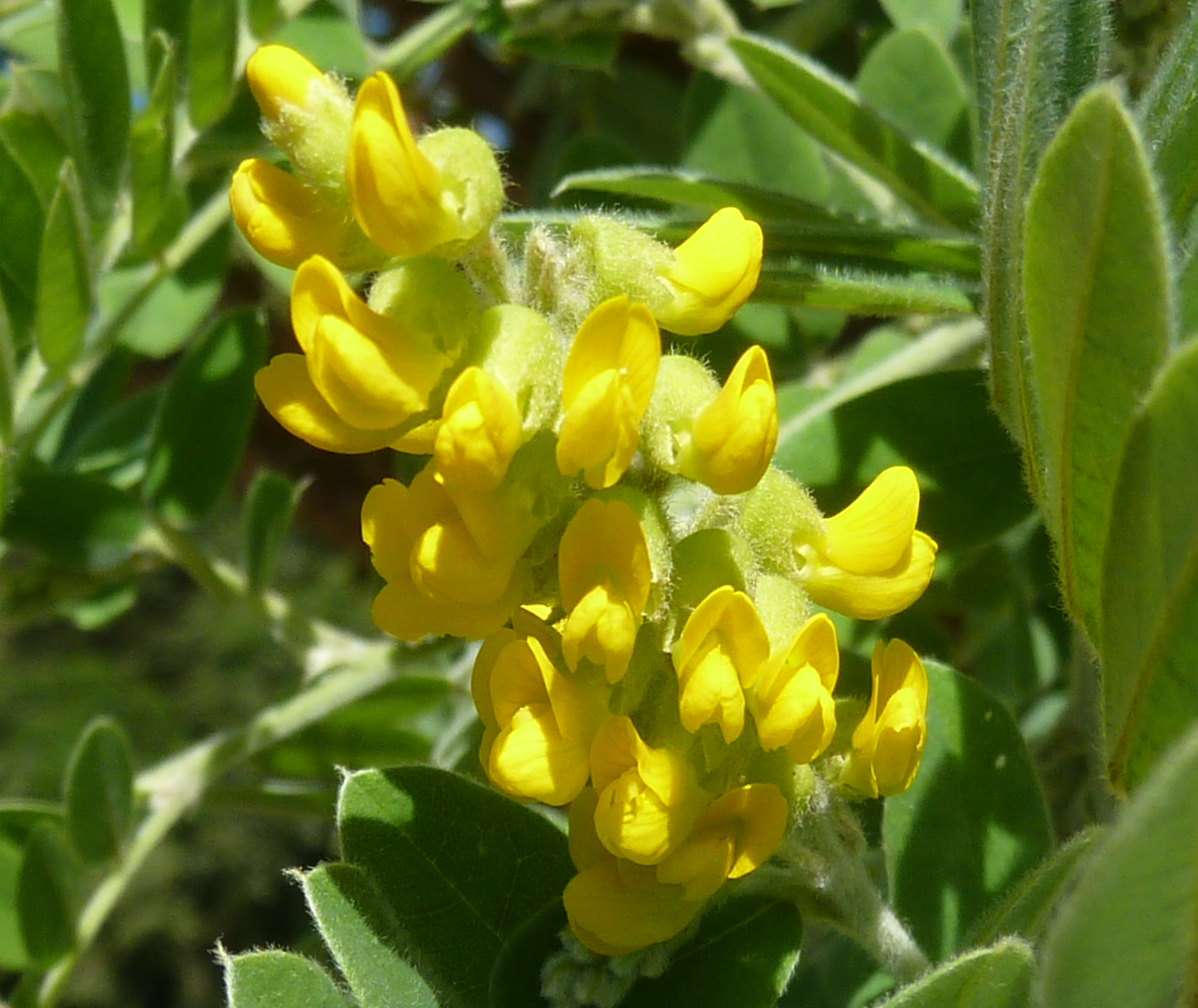
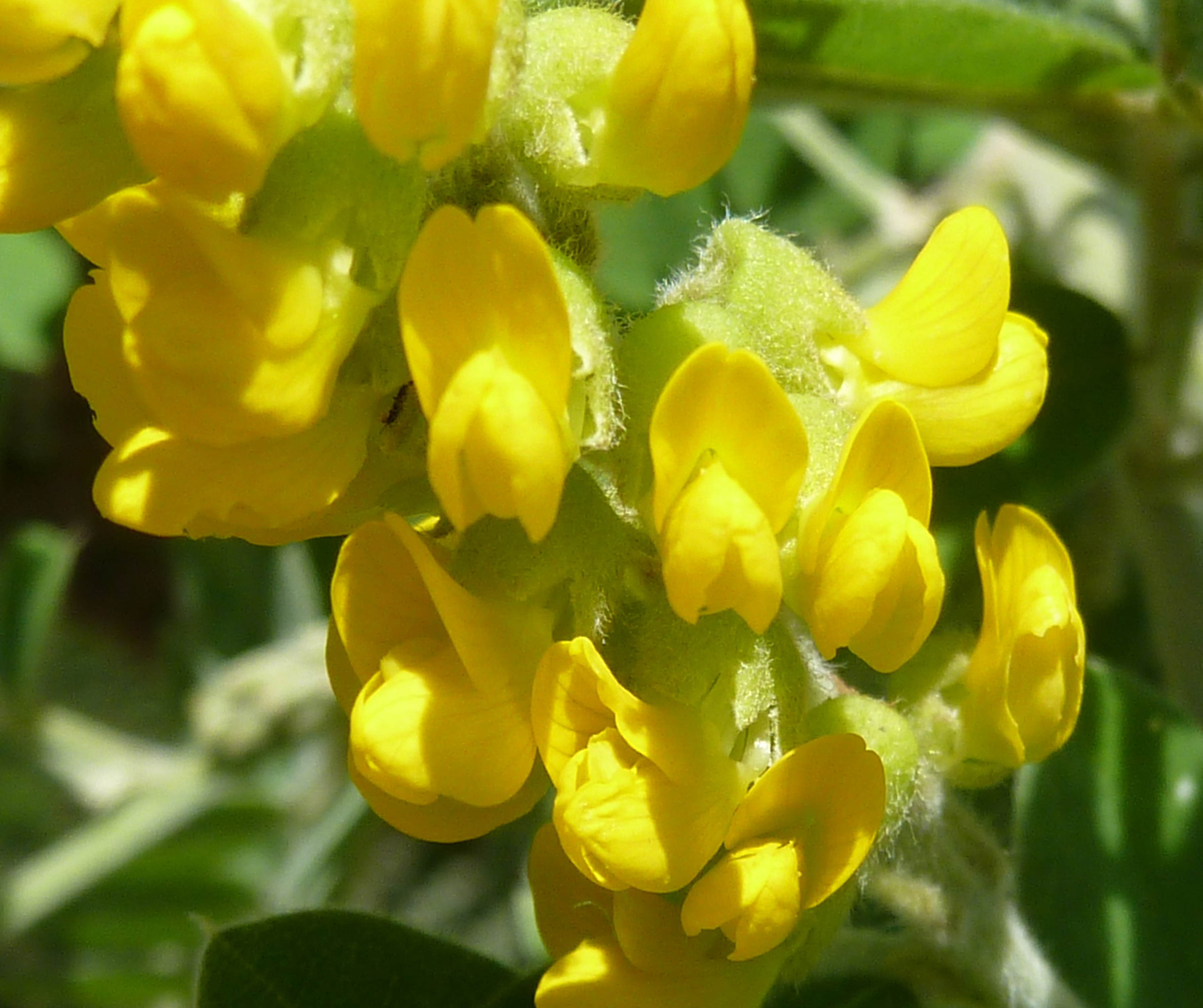